# Gary MacKenzie
Gary MacKenzie (* 15. Oktober 1985 in Lanark) ist ein schottischer Fußballspieler, der beim FC Peterhead unter Vertrag steht.

## Karriere
Gary MacKenzie spielte in der Jugendakademie der Glasgow Rangers. In der Saison 2003/04 absolvierte er für die Rangers seine beiden einzigen Pflichtspiele gegen den FC Motherwell und Dunfermline Athletic als Einwechselspieler. Im Juni 2006 wechselte der 20-jährige MacKenzie zum schottischen Zweitligisten FC Dundee. Mit dem Verein gewann er 2010 den Challenge Cup im Finale gegen Inverness Caledonian Thistle. Bis zum Ende der Saison 2009/10 verpasste das Team aus Dundee zweimal als Vizemeister den Aufstieg in die 1. Liga. Im Mai 2010 verließ MacKenzie mit acht weiteren Spielern den Verein. Er unterschrieb daraufhin einen Vertrag beim englischen Drittligisten Milton Keynes Dons. In seiner ersten Saison in England sah der Innenverteidiger in 28 Spielen zwei Rote Karten. In den Play-off-Spielen um den Aufstieg in die 2. Liga unterlag er mit seiner neuen Mannschaft gegen Peterborough United. Auch in der darauf folgenden Spielzeit sah er zweimal Rot. Zudem wurde der Aufstieg in den Play-offs gegen Huddersfield Town nicht erreicht. Von März bis Mai 2013 wurde MacKenzie an den Zweitligisten FC Blackpool verliehen. In der Sommerpause wurde er von den Seasiders fest verpflichtet. In der Saison 2013/14 war er Stammspieler in Blackpool. Danach wurde er an Bradford City verliehen. Ohne einen weiteren Einsatz im Trikot von Blackpool, wechselte er im Mai 2015 zu den Doncaster Rovers aus der dritten Liga. Nachdem er in der ersten Saisonhälfte 15 Spiele absolviert hatte, wurde er von Januar bis Februar 2016 an Notts County verliehen. Nach seiner Rückkehr kam er noch viermal für die Rovers zum Einsatz. Im Juli 2016 wechselte er zurück nach Schottland zum FC St. Mirren. Mit dem Zweitligisten gelang ihm 2018 der Aufstieg in die Scottish Premiership.